# Zamask
Zamask (ita. Zumesco) je naselje v Istri na Hrvaškem, južno od reke Mirne. Zamask danes upravno spada pod mesto Pazin; le-ta pa spada pod Istrsko županijo.
Zamask je en od tistih istrskih krajev, kjer je bila po zadnjem Avstro-Ogrskem popisu prebivalstva iz leta 1910 večina prebivalstva slovensko govoreča.

## Demografija
| Kraj           | Število slovensko govorečih 1910 | Število italijansko govorečih 1910 | Število hrvaško govorečih 1910 |
| -------------- | -------------------------------- | ---------------------------------- | ------------------------------ |
| Zamask/Zumesco | 67.39% (498)                     | 28.55% (211)                       | 4.00% (30)                     |

| Pregled števila prebivalcev po letih | Pregled števila prebivalcev po letih | Pregled števila prebivalcev po letih | Pregled števila prebivalcev po letih | Pregled števila prebivalcev po letih | Pregled števila prebivalcev po letih | Pregled števila prebivalcev po letih | Pregled števila prebivalcev po letih | Pregled števila prebivalcev po letih | Pregled števila prebivalcev po letih | Pregled števila prebivalcev po letih | Pregled števila prebivalcev po letih | Pregled števila prebivalcev po letih | Pregled števila prebivalcev po letih | Pregled števila prebivalcev po letih |
| ------------------------------------ | ------------------------------------ | ------------------------------------ | ------------------------------------ | ------------------------------------ | ------------------------------------ | ------------------------------------ | ------------------------------------ | ------------------------------------ | ------------------------------------ | ------------------------------------ | ------------------------------------ | ------------------------------------ | ------------------------------------ | ------------------------------------ |
| 1857                                 | 1869                                 | 1880                                 | 1890                                 | 1900                                 | 1910                                 | 1921                                 | 1931                                 | 1948                                 | 1953                                 | 1961                                 | 1971                                 | 1981                                 | 1991                                 | 2001                                 |
| 0                                    | 0                                    | 539                                  | 521                                  | 548                                  | 624                                  | 0                                    | 0                                    | 539                                  | 521                                  | 452                                  | 398                                  | 393                                  | 391                                  | 408                                  |